# Aspinwall (Iowa)
Pour les articles homonymes, voir Aspinwall.
Aspinwall est une ville du comté de Crawford, en Iowa, aux États-Unis. Elle est incorporée le 10 novembre 1914. En 2015, sa population était de 40 habitants.